# Samuel Freedman
Pour les articles homonymes, voir Samuel Freedman (homonymie).
 (mai 2023).
Si vous disposez d'ouvrages ou d'articles de référence ou si vous connaissez des sites web de qualité traitant du thème abordé ici, merci de compléter l'article en donnant les références utiles à sa vérifiabilité et en les liant à la section « Notes et références ».
Samuel Freedman, né le 16 avril 1908 à Jytomyr dans l'Empire russe (aujourd'hui en Ukraine) et mort le 6 mars 1993, est un juge canadien[réf. nécessaire].
Il est récipiendaire de l'Ordre du Canada.